# Península de Prevlaka

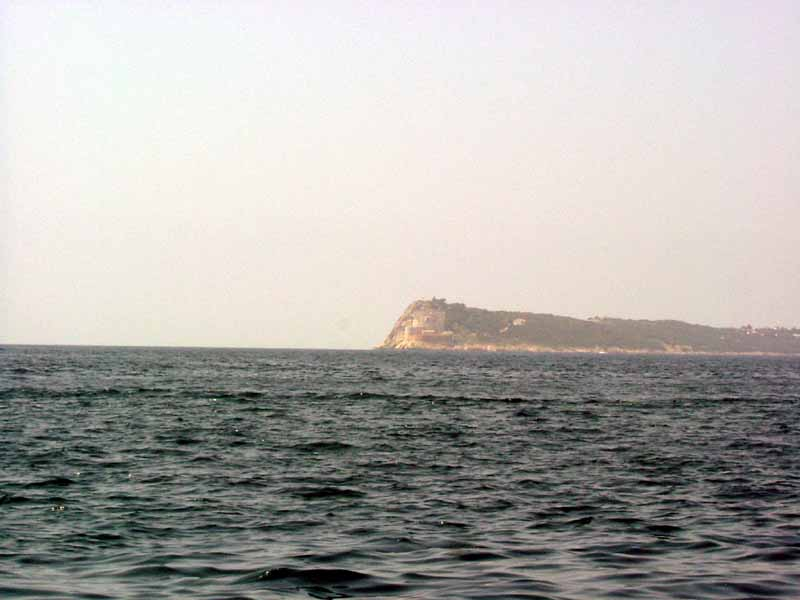
Cabo Oštro.

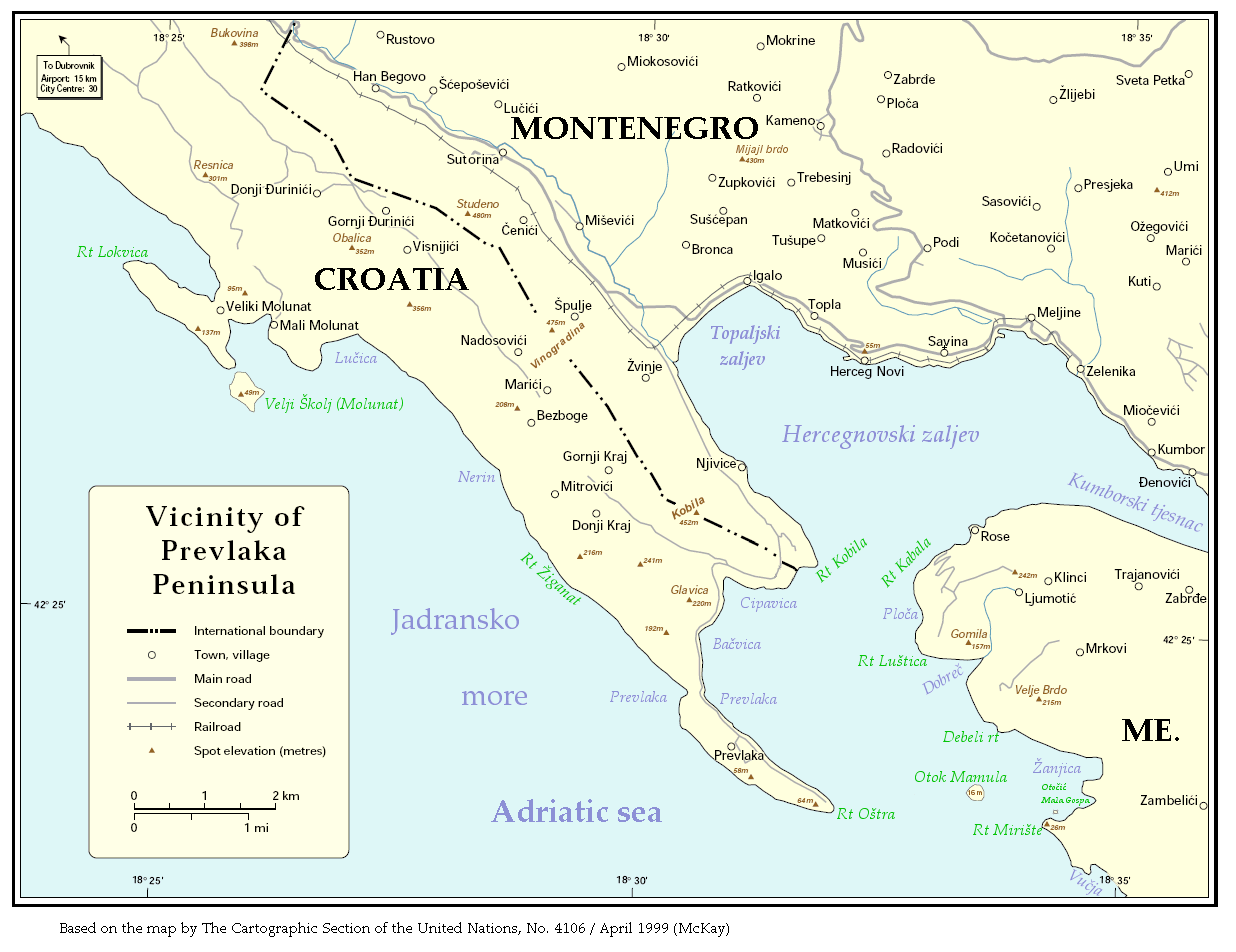
Mapa da península de Prevlaka e região próxima.

A península de Prevlaka é uma pequena península localizada no sul da Croácia, na entrada das Bocas de Kotor, no Adriático oriental. O cabo Oštro, a sul da península de Prevlaka, é o ponto mais meridional da Croácia.
Na década de 1990 a península de Prevlaka foi disputada militarmente entre a recém-independente Croácia e a República Federal da Jugoslávia. A península é local estratégico para o tráfego marítimo e fica perto de uma importante base naval dentro da baía de Kotor. A disputa territorial, envolvendo o território de Sutorina, só ficou resolvida em 2016 com a ratificação do acordo fronteiriço assinado em Viena entre a Bósnia e Herzegovina e o Montenegro em 26 de agosto de 2015.

## História
A península fez parte da República de Dubrovnik desde o século XV, tendo sido fortificadas posições no cabo Oštro. Em séculos posteriores, a península passou de estar dominada pela República de Dubrovnik a franceses e austríacos até converter-se e. parte de Jugoslávia em 1918 depois da Primeira Guerra Mundial. Na Segunda Guerra Mundial a região passou a estar sob domínio italiano e alemão até ao final do conflito, quando foi incorporada na República Socialista da Croácia.
Durante as Guerra da Jugoslávia que aconteceram durante a desintegração do país, a península e setores adjacentes, bem como boa parte da Região de Dubrovnik, foram ocupadas por forças jugoslavas. Uma ofensiva croata conseguiu controlar temporariamente a península antes de ser reconquistada. As duas partes acordaram a desmilitarização da península e o Conselho de Segurança por meio da resolução 779 de 6 de outubro de 1992 acordou estender o mandato da Força de Proteção das Nações Unidas (UNPROFOR) para que verificasse a implementação do acuerdo. E, 1996 o Conselho de Segurança decidiu fomentar as relações bilaterais entre ambas partes para alcançar uma solução e decidiu criar a Missão de Observadores das Nações Unidas em Prevlaka (MONUP) para entregar à UNPROFOR a supervisão da desmilitarização da zona.
A MONUP terminou a missão em dezembro de 2002 e o território que pertencera à República Socialista da Croácia passou a ser parte da República da Croácia. Cinco dias antes da retirada da MONUP, as duas partes acordaram a desmilitarização indefinida da península e um estatuto neutral do território. A aplicação de tal acordo permanece porém incompleta. Croácia e Montenegro acordaram enviar o litígio territorial ao Tribunal Internacional de Justiça

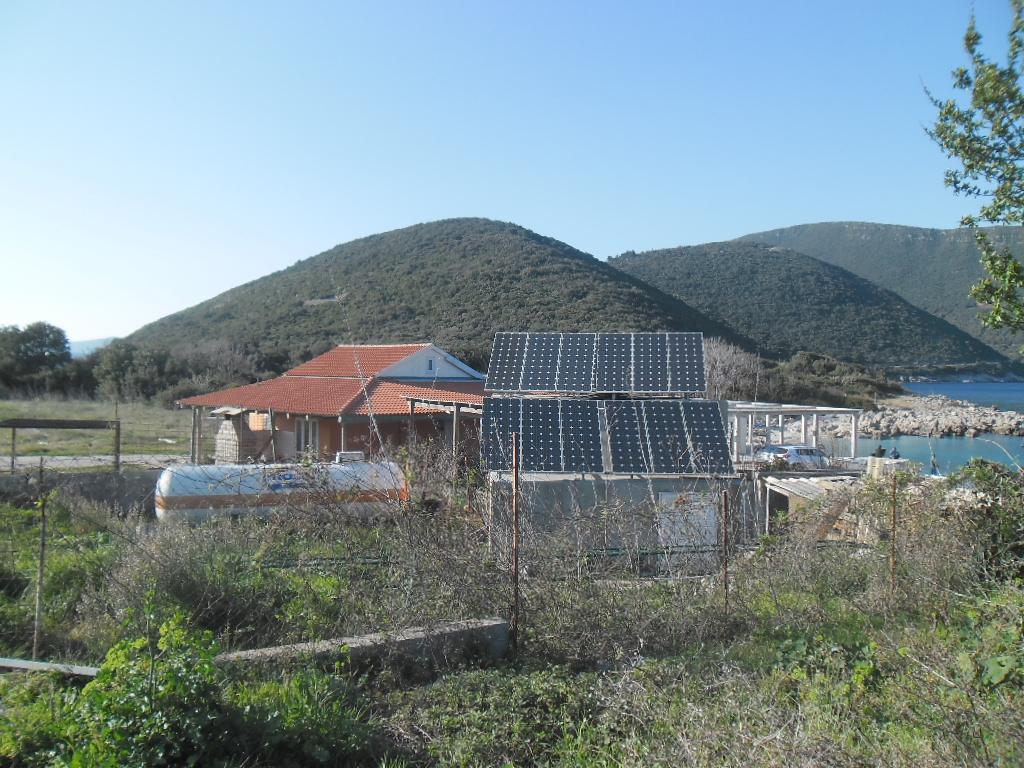
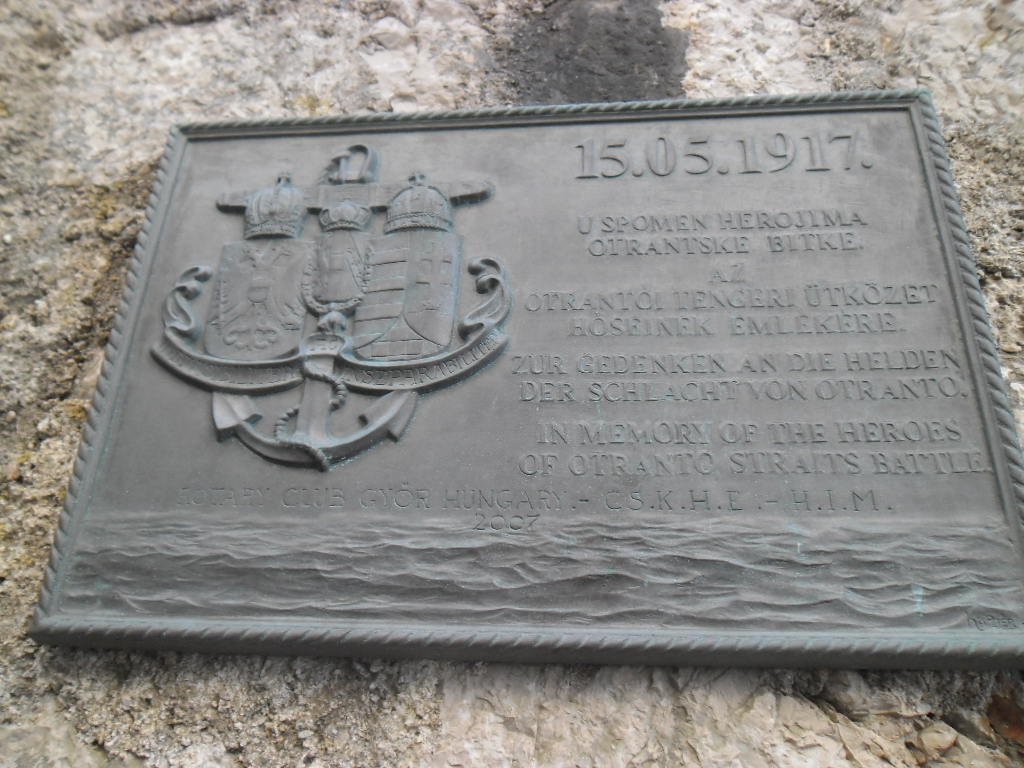
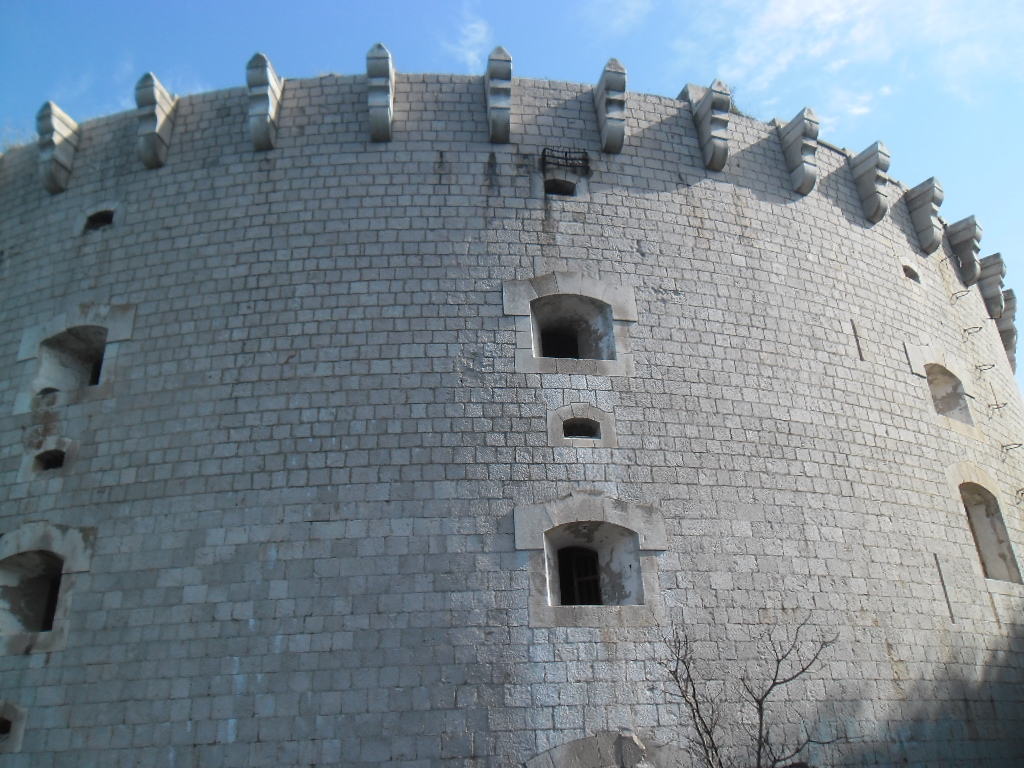
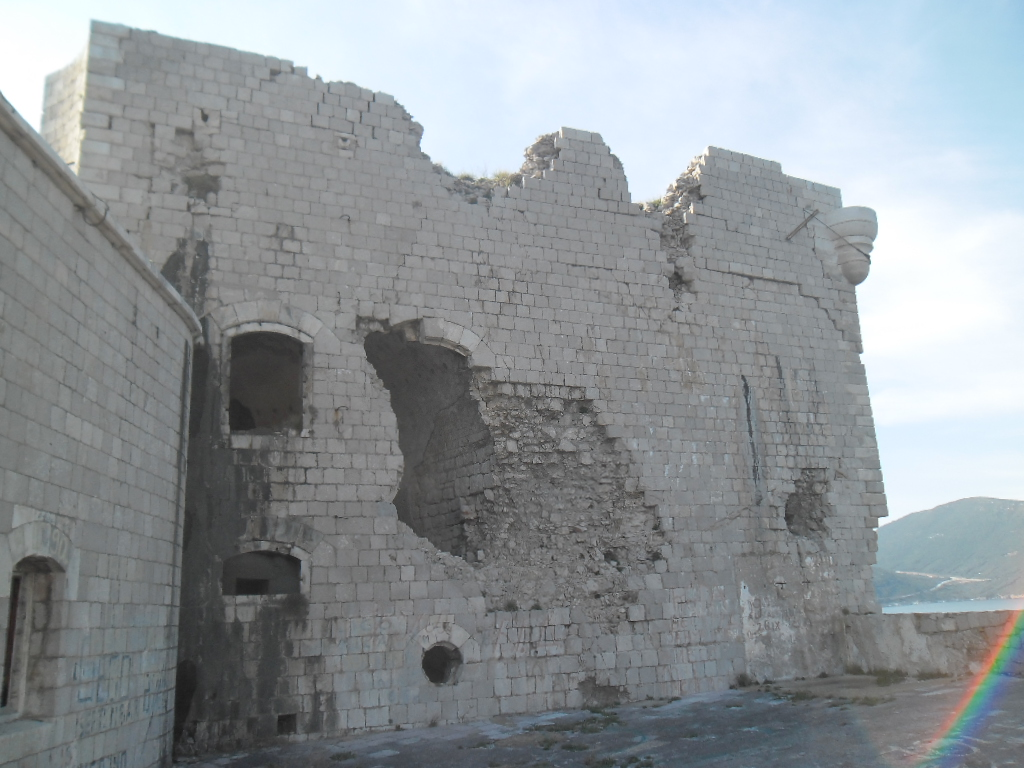
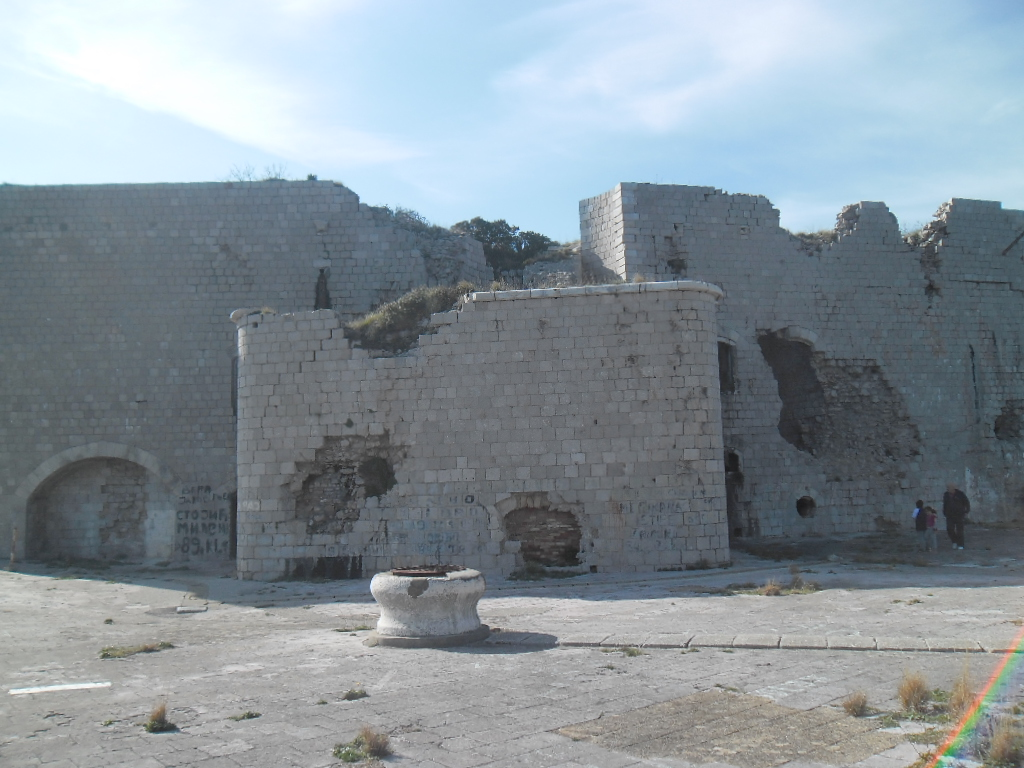
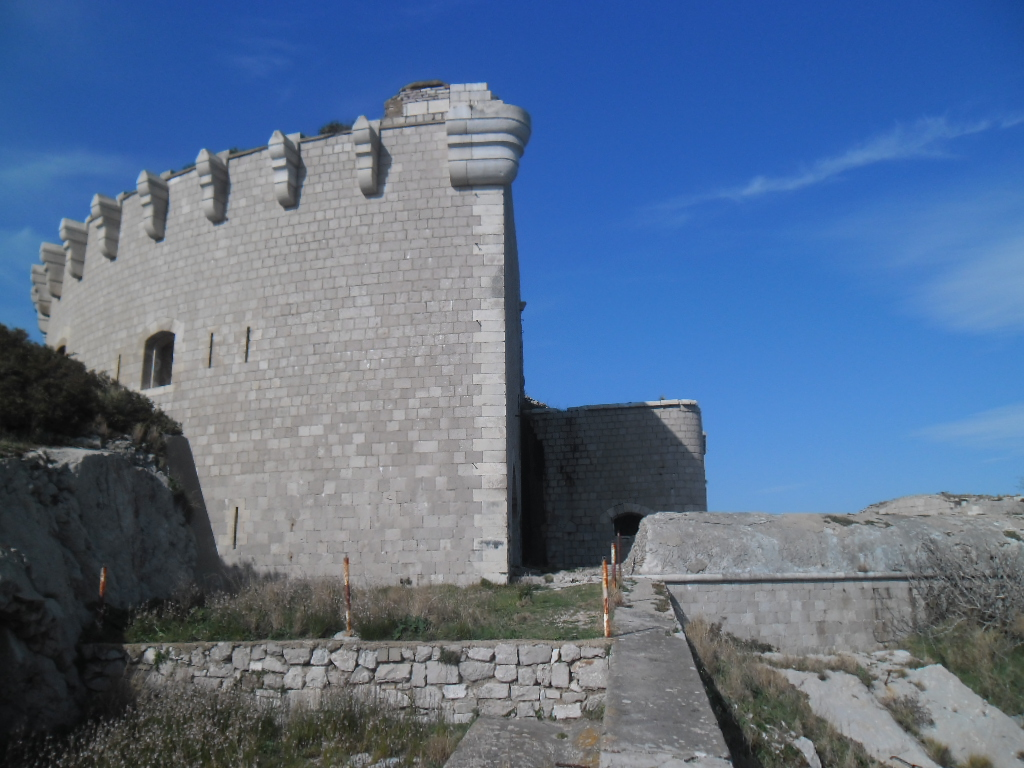
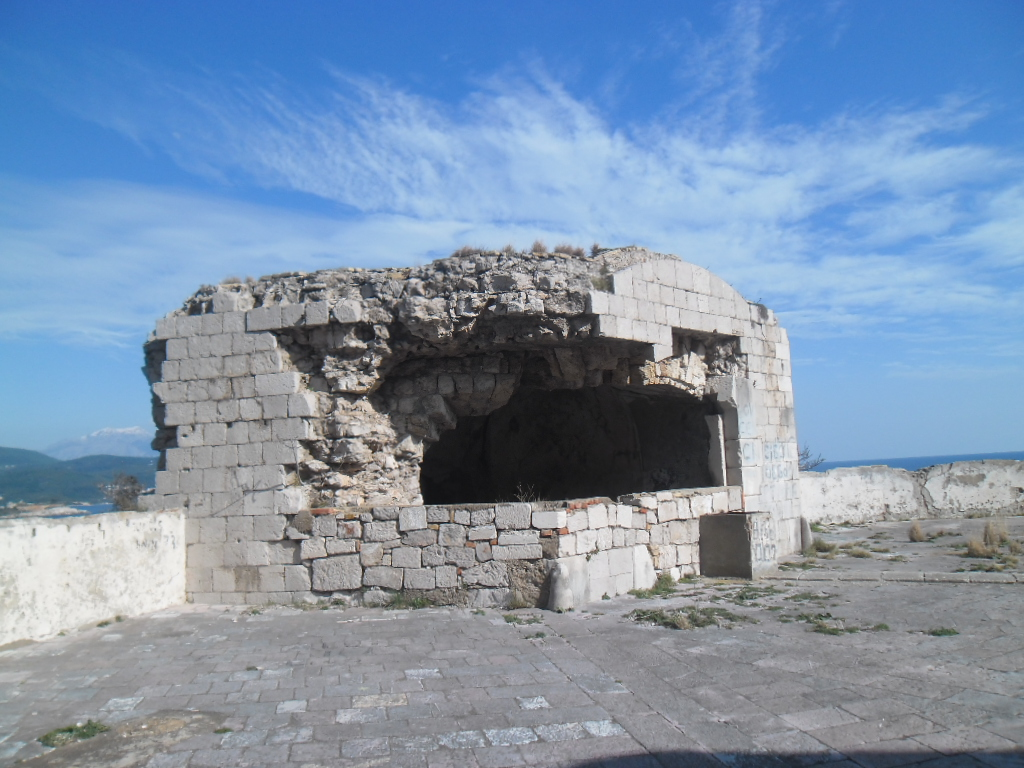
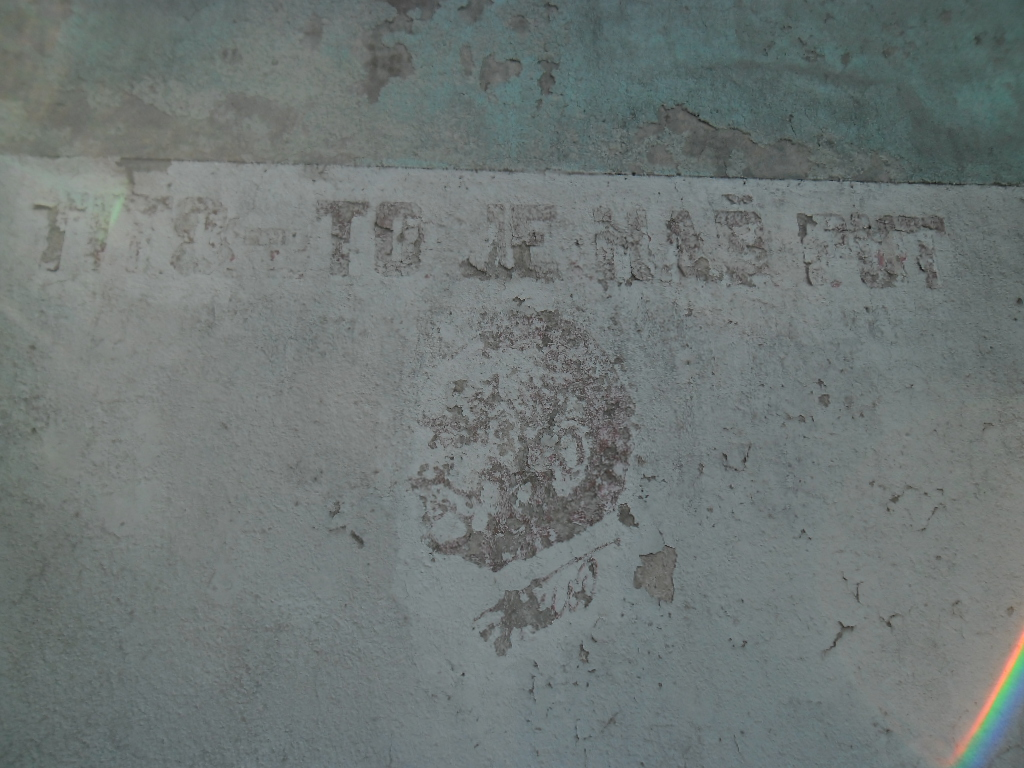
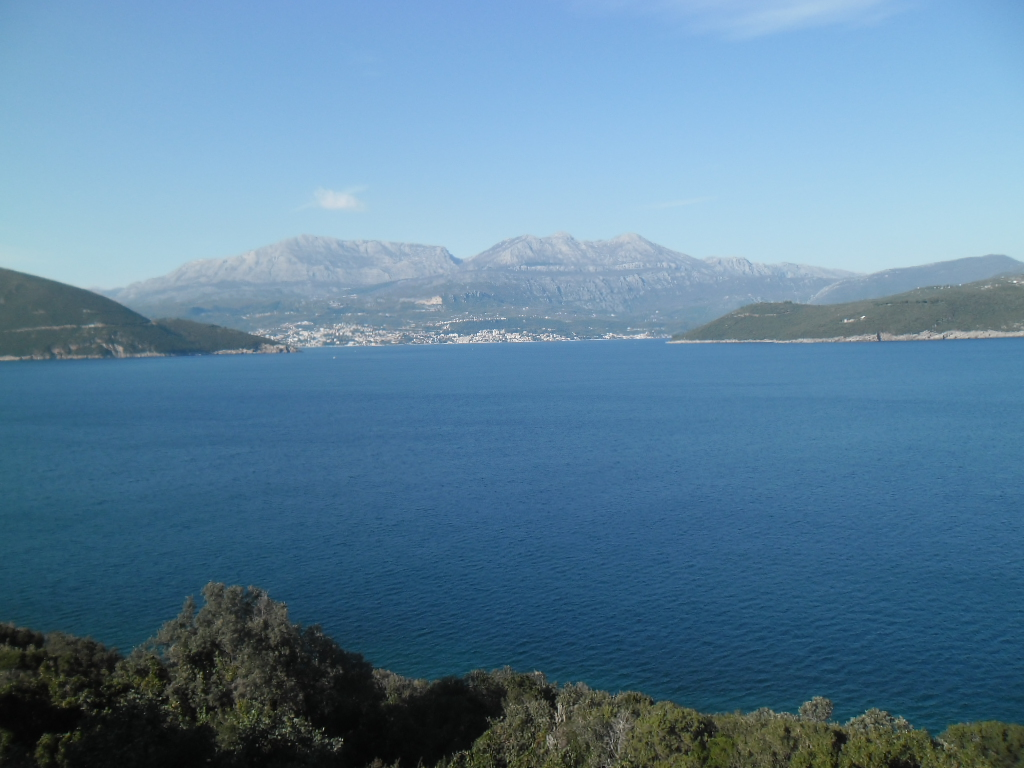
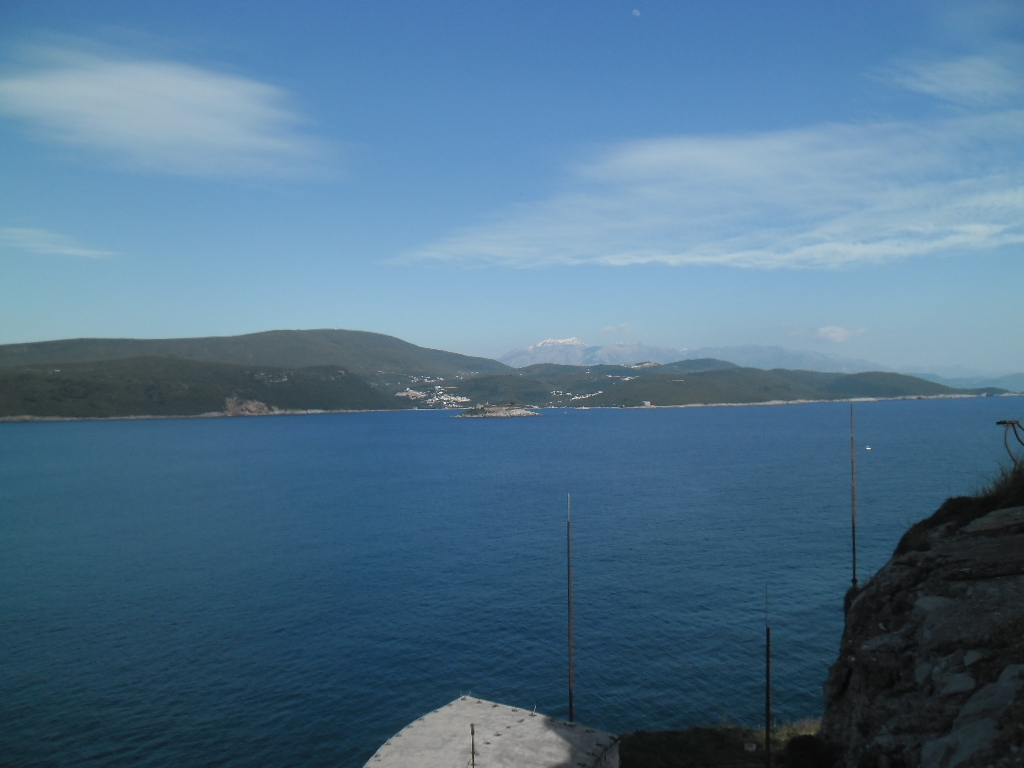